# Santeria (chanson)
Pour les articles homonymes, voir Santeria.
Singles de Sublime
What I Got
(1996) Wrong Way
(1997)
Santeria est une ballade du groupe ska punk américain Sublime tirée de son troisième album éponyme (1996) et sortie en single le 7 janvier 1997. Bien que la chanson ait été publiée après la mort du chanteur Bradley Nowell, elle est souvent considérée, avec What I Got, comme une des deux chansons phares du groupe.

## Composition et contexte
La chanson reprend la ligne de basse et le riff de guitare de la chanson précédente de Sublime, Lincoln Highway Dub, tirée de l'album Robbin' the Hood de 1994. La santería est une religion afro-cubaine, pratiquée à Cuba et en Floride du Sud, et exportée dans d'autres régions des Caraïbes.
La chanson raconte l'histoire d'un ex-petit ami jaloux qui prévoit de se venger de l'homme qui lui a volé sa petite amie. L'homme décide alors de trouver une nouvelle petite amie, mais il exprime son désir de recourir à la violence en décrivant son intention de « faire sauter la capsule de Sancho » et de « planter ce barillet directement dans la gorge de Sancho » s'il le revoit, et de « la gifler [la première petite amie] ». Dans la culture chicano, un homme qui prend la petite amie d'un autre homme est souvent appelé « Sancho » tandis que la femme ou la petite amie d'un homme est appelée « Heina », mot adapté de reina, qui signifie « reine » en espagnol.

## Clip vidéo
Un clip a été tourné après la mort du chanteur Bradley Nowell, qui fait cependant une apparition dans le clip. Pendant la vidéo, on voit son chien adoré Lou ainsi que les autres membres de Sublime qui se souviennent de lui. La vidéo était une visualisation de l'histoire racontée dans la chanson sous la forme d'un western, et mettait en vedette Tom Lister Jr. dans le rôle de Sancho. Lister a été mordu à la lèvre par le Lou dans une scène où il s'est approché trop près du visage du chien.

## Classement
La chanson a été classée n°3 dans l'US Alternative Airplay en 1997 et n°43 dans le US Radio Songs.